# Julia Peirone
Julia Peirone (* 1973 in Argentinien) ist eine schwedische Fotografin.

## Leben
Sie zog mit drei Jahren von Argentinien nach Schweden. Sie hat in der Filmhochschule Göteborg sowie an der Konstfack in Stockholm studiert. Ausgestellt wurden ihre Werke bisher unter anderem im Kunstverein München, in der National Portrait Gallery, London und dem Finish Museum of Photography. Vor ein paar Jahren erhielt sie Schwedens renommiertes, staatliches IASPIS-Stipendium.

## Ausstellungen (Auswahl)

### Gruppenausstellungen
- Arles - Festival of Photography, Frankreich (1998)
- Carousel de Louvre, Sad Expo, Paris (2002)
- Artforum Berlin (Photography Now), Berlin (2003)
- Culture Park, Stockholm, Schweden (2003)
- LIPF - Lianzhou International Photo Festival, China (2008)
- Reinier van Ewijk Projects, War within, Amsterdam (2008)
- Prague Triennale, Transgressing Mind, Prag (2008)

### Einzelausstellungen
- Pictura, Lund, Schweden (2001)
- Art Rent, Reconstruction of presence, Tromsø, Norwegen (2004)
- Daniel Cooney Fine art, Reconstruction of presence, New York City (2006)
- Fotomässan, Nacka, Schweden (2007)
- Brandstrom Stockholm, Violet Vertigo, Stockholm, Schweden (2008)
- Kulturhuset, Stockholm, Golden Me, Schweden (2008)
- Norrtälje Konsthall, Norrtälje, Schweden (2009)